# Veronica robusta
Veronica robusta är en grobladsväxtart som först beskrevs av David Prain, och fick sitt nu gällande namn av Yamazaki. Veronica robusta ingår i släktet veronikor, och familjen grobladsväxter. Inga underarter finns listade i Catalogue of Life.